# Industriekraftwerk
Ein Industriekraftwerk (Abgekürzt IKW) ist ein Kraftwerk zur Umwandlung von Energie, die in einem Industriebetrieb genutzt wird. Dies kann vor allem elektrische und thermische, aber auch mechanische Energie (beispielsweise in Form von Rotation einer Welle) sein. Besonders bietet sich Kraft-Wärme-Kopplung an, wenn mit thermischer Energie in Form von Prozessenergie (vor allem Prozessdampf) gearbeitet werden soll, oder auch nur Fabrik- und Geschäftsgebäude unter Nutzung der Abwärme beheizt werden sollen.
„Im Jahr 1950 wurden in den alten Bundesländern noch 38,7 % des Elektrizitätsbedarfs durch Industriekraftwerke gedeckt. Dieser Anteil sank im Jahr 1996 auf 10,5 %.“
Die Stromerzeugung der Industriekraftwerke in Deutschland zeigt seit den 1990er Jahren eine fallende Tendenz mit einer Erzeugung von rund 75 TWh im Jahr 1991 und rund 45 TWh im Jahr 2014. Im Jahr 2019 wurden 53,4 TWh in Industriekraftwerken erzeugt.
Geschichtlich können Mühlen als frühe Form des Industriekraftwerks betrachtet werden. Im Falle einer Windmühle ist die Mühle an sich mit dem Kraftwerksgebäude gleichzusetzen; im Falle einer Wassermühle kann die über das Mühlrad gewonnene Antriebsleistung für die verschiedensten Zwecke im angrenzenden Gebäude genutzt werden.
Seit Beginn der industriellen Revolution wird die Dampfmaschine zur Umwandlung von Wärme in mechanische Energie genutzt und löste damit nach und nach die Energieträger Wind und Wasser ab. Später dienten auch elektrische Maschinen der Energieübertragung und entkoppelten so den Ort der Umwandlung von dem der Nutzung. Im Laufe der Zeit und mit steigenden Leistungen wurden die Kraftwerke mehr und mehr in Gebäuden außerhalb der eigentlichen Fabrikhalle untergebracht. Damit entstanden Industriekraftwerke in ihrer heutigen Form als Dampf- und/oder Stromlieferanten.
Industriekraftwerke sind als rund um die Uhr produzierende Betriebe im Prinzip als Grundlastkraftwerke zu betrachten.